# 澤維爾·提爾曼
澤維爾·賈斯提斯·提爾曼一世（英語：Xavier Justis Tillman Sr.，1999年1月12日—），美国職業篮球運動員，現效力NBA波士頓塞爾特人。他在大學時為密西根州立大學斯巴達人效力。

## 早年
在他的童年中，提爾曼會打棒球、踢足球、打美式足球和打籃球，但他優先選擇後面的兩個。他在14歲時的站立身高為6英尺5英寸（1.96）。提爾曼參加了業餘體育聯盟（AAU）的籃球項目，他為大急流城風暴效力。

## 高中生涯
他在新秀年效力密西根州大急流城的森林小丘中部高中時，取得平均每場13.9分、7.6個籃板和4.3次阻攻，獲得了美联社A級別全州特別提名獎。在他的高中二年級賽季，他取得了平均每場15.5分和9.7個籃板，帶領球隊以23勝1負的紀錄闖進了地區準決賽。獲得了美联社A級別全州特別提名獎和入選了底特律自由新聞A級別全州最佳陣容第一隊。
2015年夏季，提爾曼宣布他正計劃轉學到大急流城的大急流城基督教高中，並列出了森林小丘中部高中對多元文化的缺乏和他「重新專注」學業的慾望。他的決定引發了他父母之間的法律糾紛，因為他的父親支持他的轉學，而他的母親則希望他留在森林小丘中部高中。8月，他被獲准轉學，但由於密西根高中體育協會（MHSAA）的轉學規則，他無法在第一學期參加比賽，他在第一學期上陣資格的申請被駁回。在他在大急流城基督教高中的高三賽季中，他取得了平均每場16分、10.4個籃板、2.9次助攻和62%的投籃命中率，幫助球隊贏得了聯盟和區域冠軍。他入選了底特律新聞報A級別全州最佳陣容第二隊。在他的高四賽季中，他取得了平均每場13.9分、10.9個籃板、5.2次助攻和4.2次阻攻，帶領球隊進入了全州A級別冠軍賽。他入選了密西根籃球先生的決選名單和獲得了美聯社A級別全州最佳陣容第一隊的榮譽。
提爾曼在大學招聘時被共識為四星新兵，也被大學招聘網站247Sports.com評價為密西根州最有前途的高中生。2016年9月30日，他口頭承諾了為密西根州立大學效力，在馬凱特大學和普渡大學之上，並說：「他們打了最好的比賽，他們也是很好的球員。還有它距離家很近。」

## 大學生涯

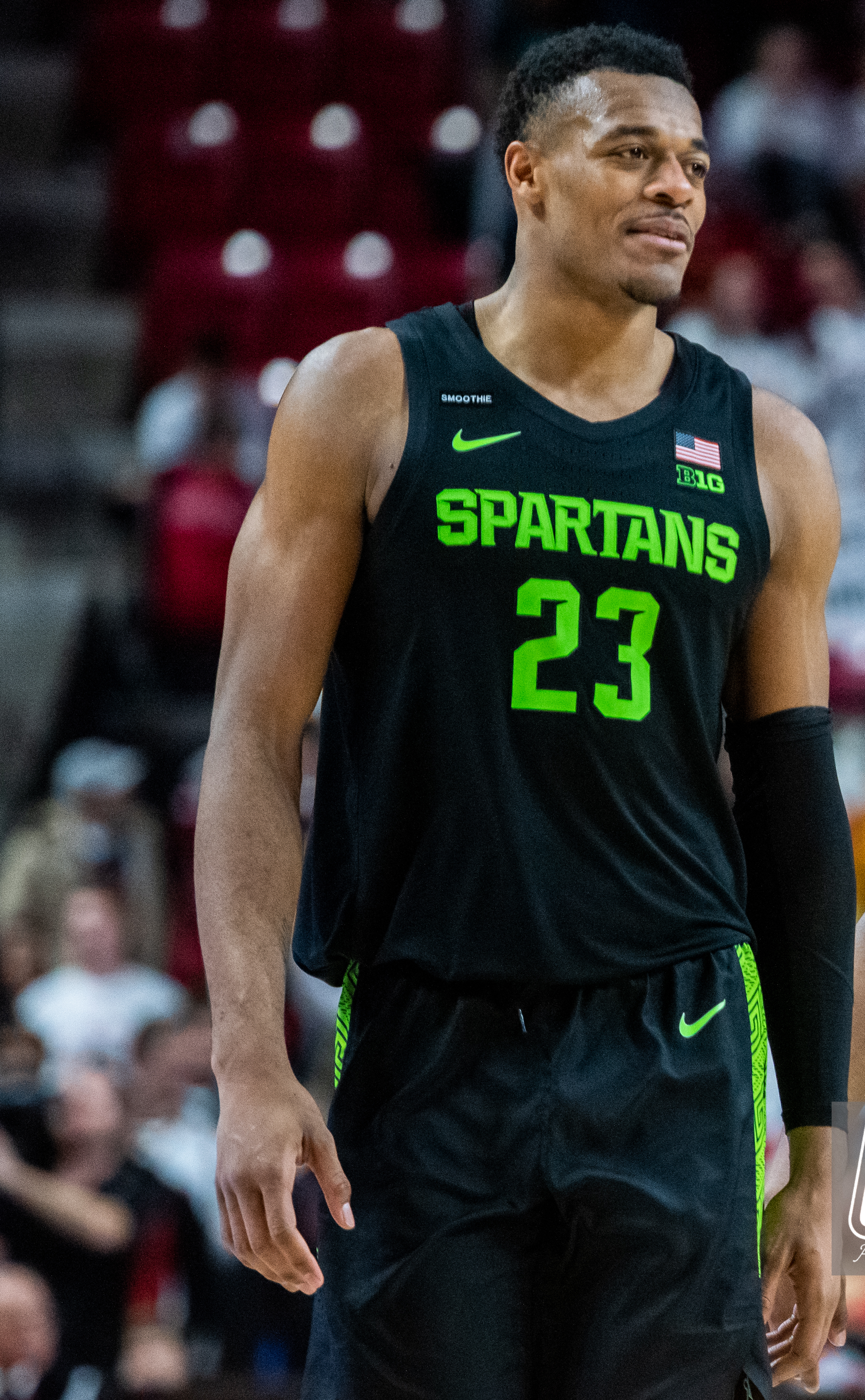
2020年2月的提爾曼

2017年11月10日，提爾曼在球隊以98–66戰勝北佛羅里達大學的比賽中完成了大學生涯首秀。11月19日，他在球隊以93–71戰勝石溪大學的比賽中獲得了生涯新高9分，並取得了5個籃板和3次阻攻。2018年3月18日，他在球隊於2018年NCAA第一級別錦標賽第二輪以53–55不敵雪城大學的比賽中取得了生涯新高12個籃板。在35場裏，他平均每場取得了2.8分、2.6個籃板和0.7次阻攻。提爾曼獲得了球隊中的獎項：最佳進步球員和默默付出的球員獎。在他的第一個賽季，為了改善身體狀況，他減掉了重要的體重。在大二賽季，他從新秀年開始時的重量276磅（125）減至250磅（113）。
在提爾曼大學二年級的第三場比賽，球隊以80–59戰勝路易斯安那州門羅大學的比賽中他獲得了生涯新高11分和13個籃板，取得了生涯首次两双。2019年1月21日，提爾曼取得了10分和生涯新高5次阻攻，是在2018年2月20日小杰倫·傑克森的之後，第一個密西根州立大學球員取得5次或以上阻攻。2月20日，他在球隊以71–60戰勝羅格斯大學的比賽中他取得了生涯新高19分，另外還取得10個籃板。在常規賽完結時，提爾曼獲選為十大联盟最佳第六人。3月31日，在2019年NCAA第一級別錦標賽八強中，他取得了平生涯新高的19分，還取得了9個籃板，幫助球隊以68–67戰勝一號種子杜克大學。提爾曼在比賽的大部分時間防守2019年NBA選秀狀元錫安·威廉森。
2019年11月18日，他在球隊以94–46戰勝查爾斯頓南方大學的比賽中取得了生涯新高21分，另外還取得10個籃板。2020年1月5日，他在球隊以87–69戰勝密西根大學的比賽中取得了20分、11個籃板和生涯新高6次阻攻。2月11日，他在球隊以70–69戰勝伊利諾大學的比賽中取得了17分和11個籃板，並在比賽剩下6.6秒時完成了致勝的補扣。3月3日，他在球隊以79–71戰勝賓夕法尼亞州立大學的比賽中取得了23分和15個籃板。 
在常規賽完結後，提爾曼入選了十大聯盟最佳陣容第二隊（教練投票及媒體投票）和獲選了十大聯盟最佳防守球員。作為一位大學三年級生，他取得平均每場13.7分、10.4個籃板、3次助攻和2.1次阻攻。賽季結束後，提爾曼宣布參加2020年NBA選秀，並最終選擇留在選秀中。

## 職業生涯

### 孟菲斯灰熊（2020–2024）
2020年11月18日，提爾曼在選秀會第35順位被沙加緬度國王選中，然後被交易到孟菲斯灰熊。

### 波士頓塞爾提克（2024–至今）
2024年2月7日，蒂爾曼被交易到波士頓塞爾提克，換來拉拉瑪爾·史蒂文斯和兩個第二輪選秀權。 在2024年NBA總決賽幫助塞爾提克隊贏得NBA總冠軍。2024年7月2日，他與塞爾提克隊續約。

## 生涯數據

### NBA

#### 常規賽
| 賽季     | 球隊 | GP  | GS | MPG  | FG%  | 3P%  | FT%  | RPG | APG | SPG | BPG | PPG |
| -------- | ---- | --- | -- | ---- | ---- | ---- | ---- | --- | --- | --- | --- | --- |
| 2020–21  | MEM  | 59  | 12 | 18.4 | .559 | .338 | .642 | 4.3 | 1.3 | .7  | .6  | 6.6 |
| 2021–22  | MEM  | 53  | 2  | 13.2 | .454 | .204 | .648 | 3.0 | 1.2 | .9  | .3  | 4.8 |
| 2022–23  | MEM  | 61  | 29 | 19.3 | .614 | .267 | .551 | 5.0 | 1.6 | 1.0 | .5  | 7.0 |
| 2023–24  | MEM  | 34  | 13 | 20.6 | .408 | .226 | .419 | 4.6 | 1.7 | 1.2 | 1.0 | 6.0 |
| 2023–24† | BOS  | 20  | 2  | 13.7 | .515 | .286 | .571 | 2.7 | 1.0 | .5  | .5  | 4.0 |
| 生涯     | 生涯 | 227 | 58 | 17.4 | .522 | .267 | .574 | 4.1 | 1.4 | .9  | .5  | 6.0 |

#### 附加賽
| 賽季 | 球隊 | GP | GS | MPG  | FG%  | 3P%  | FT%  | RPG | APG | SPG | BPG | PPG |
| ---- | ---- | -- | -- | ---- | ---- | ---- | ---- | --- | --- | --- | --- | --- |
| 2021 | MEM  | 2  | 0  | 16.7 | .444 | .667 | .250 | 4.0 | .5  | 1.5 | 1.0 | 5.5 |
| 生涯 | 生涯 | 2  | 0  | 16.7 | .444 | .667 | .250 | 4.0 | .5  | 1.5 | 1.0 | 5.5 |

#### 季後賽
| 賽季  | 球隊 | GP | GS | MPG  | FG%  | 3P%   | FT%   | RPG | APG | SPG | BPG | PPG |
| ----- | ---- | -- | -- | ---- | ---- | ----- | ----- | --- | --- | --- | --- | --- |
| 2021  | MEM  | 3  | 0  | 6.0  | .200 | .000  | —     | 1.0 | .3  | .3  | .0  | .7  |
| 2022  | MEM  | 9  | 6  | 15.5 | .720 | .500  | .500  | 3.3 | .7  | .7  | .1  | 4.4 |
| 2023  | MEM  | 6  | 6  | 30.5 | .533 | .250  | .600  | 8.0 | 3.2 | .7  | .7  | 8.7 |
| 2024† | BOS  | 8  | 0  | 8.6  | .625 | 1.000 | 1.000 | 1.8 | .4  | .4  | .4  | 1.5 |
| 生涯  | 生涯 | 26 | 12 | 15.7 | .578 | .375  | .583  | 3.7 | 1.1 | .5  | .3  | 4.1 |

### 大學
| 賽季    | 球隊       | GP  | GS | MPG  | FG%  | 3P%  | FT%  | RPG  | APG | SPG | BPG | PPG  |
| ------- | ---------- | --- | -- | ---- | ---- | ---- | ---- | ---- | --- | --- | --- | ---- |
| 2017–18 | 密西根州立 | 35  | 0  | 8.7  | .650 | –    | .656 | 2.6  | .3  | .3  | .7  | 2.8  |
| 2018–19 | 密西根州立 | 39  | 14 | 24.0 | .605 | .296 | .732 | 7.3  | 1.6 | .9  | 1.7 | 10.0 |
| 2019–20 | 密西根州立 | 31  | 31 | 32.1 | .550 | .260 | .667 | 10.3 | 3.0 | 1.2 | 2.1 | 13.7 |
| 生涯    | 生涯       | 105 | 45 | 21.3 | .582 | .273 | .695 | 6.6  | 1.6 | .8  | 1.5 | 8.7  |

## 個人生活
提爾曼是羅斯福·提爾曼和塔尼婭·鮑威爾-梅伊的兒子。他的母親在密西根大學效力四個賽季，並在1990年大學四年級時入選了十大聯盟最佳陣容第二隊。她也是密西根大學女子籃球隊歷史籃板榜第一位。他的父母於2010年離婚，並分享了對他的實體和法律監護權。
他有三個哥哥：R·J、本和帕克，和一個妹妹：麥迪遜。帕克是摔跤和橄欖球各兩次的全州冠軍，並在諾思伍德大學打美式足球。提爾曼與他的妻子塔蜜雅·提爾曼育有一女：阿雅娜，於2016年12月出生；並育有一子：小澤維爾，於2020年2月17日出生。這家人共同住在密西根州立大學的一個家庭住宅單位裏。密西根州立大學主教練湯姆·伊素把提爾曼在籃球上的進步歸功於阿雅娜。

## 外部連結
- 密西根州立大學斯巴達人簡介 （页面存档备份，存于）